# Karimu Alhassan
Karimu Alhassan (ur. 30 kwietnia 1991) – ghański piłkarz występujący na pozycji obrońcy, reprezentant kraju.

## Kariera klubowa
W 2008 roku Alhassan został zawodnikiem Hearts of Oak. Pełni w tym klubie funkcję kapitana zespołu. Pod koniec 2010 roku afrykańskie media podały informację, powołując się na słowa menadżera Charliego Baffoura, że Alhassan jest bliski podpisania dwuletniego kontraktu z Wisłą Kraków. Wcześniej włoskie media informowały o zainteresowaniu Ghańczykiem ze strony takich klubów jak Olympique Lyon, AS Roma oraz AC Cesena. W 2011 roku odszedł z Hearts of Oak i był zawodnikiem takich klubów jak: Zamalek SC, Adana Demirspor, Black Leopards FC, FK Radnički Kragujevac, Liberty Professionals FC, Al-Merreikh Omdurman i Dire Dawa City SC.

## Kariera reprezentacyjna
Alhassan zadebiutował w reprezentacji Ghany 1 października 2009 roku podczas towarzyskiego spotkania z reprezentacją Argentyny